# Schule Marienau
Die Schule Marienau e. V. (bis 2018 Landerziehungsheim Schule Marienau) im Ortsteil Marienau der Gemeinde Dahlem im Landkreis Lüneburg in Niedersachsen ist ein staatlich anerkanntes privates Gymnasium und Internat. Das Internatsgymnasium wurde 1923 vom Reformpädagogen Max Bondy und seiner Frau Gertrud als Schulgemeinde zunächst in Gandersheim als Landerziehungsheim gegründet. Die Internatsschule zog 1929 auf das Gut Marienau um.

## Internatsschule
Heute ist die Internatsschule ein staatlich anerkanntes Gymnasium mit Ganztagsbetreuung, das als Internats- und Tagesschule seit 2022 von Lars Humrich geleitet wird. Die Schule Marienau ist UNESCO-Projektschule, Mitglied von Die Internate Vereinigung e. V. und gehört der Arbeitsgemeinschaft Freie Schulen Niedersachsen e. V. an. Die Schule hat eine Kapazität von 280 Schülerplätzen, davon ca. 140 Internatsplätze, ca. 70 Externe und ca. 70 Tagesheimschüler. Die durchschnittliche Klassenstärke liegt bei 16, die Obergrenze bei 22 Schülern.
Die Schule Marienau ist von über 80 Hektar Wald, Wiesen-, Hof- und Gebäudeflächen umgeben. Baulich aus einem ehemaligen Gutshof entstanden, bilden heute zahlreiche Gebäude mit moderner Architektur eine Einheit. Der Campus zentriert sich um das Haupthaus samt Haupthausplatz sowie den schuleigenen Teich. Die verschiedenen Funktionen – Wohnen, Schule, Internatsräume, Werkstätten, Speisesaal und Wirtschaftsräume – sind  eng miteinander verzahnt. Die Internatsschüler leben in kleinen Wohnbereichen in verschiedenen Häusern auf dem Schul- und Internatsgelände verteilt und werden von pädagogischen Mitarbeitern, sogenannten „Gangeltern“ betreut. In der Unterstufe stehen Zweibettzimmer, für die Oberstufe Einzelzimmer zur Verfügung.
Seit 2003 ist sie UNESCO-Projektschule und fühlt sich den Werten im Rahmen der UNESCO-Charta und -Verfassung verpflichtet. Das heißt: Marienau fühlt sich den Werten der UNESCO-Charta und -Verfassung bezüglich der Menschenrechte, internationaler friedlicher Verständigung, Minderheitenschutz, Toleranz, Umwelterziehung und dem interkulturellen Lernen besonders verpflichtet. Die alltägliche Erziehung zielt darauf ab, die Idee von einer friedlichen und toleranten Welt in den Köpfen der Kinder und Jugendlichen zu verankern. Das Internatsgymnasium nutzt verschiedene Anlässe, um den UNESCO-Gedanken praktisch zu erleben, so zum Beispiel die UNESCO-Projektwoche und Schüleraustausche. Es gehört zum Marienauer Schulprogramm fremde Kulturen, Länder und Menschen kennenzulernen.

## Pädagogisches Konzept
Der Slogan der Schule Marienau lautet: „Schule zur Welt“. Der Unterricht findet in kleinen Klassen von durchschnittlich 16 Schülern statt, um eine individuelle Betreuung der Schüler zu gewährleisten. Die Pädagogik verbindet den Erwerb schulischer und sozialer Kompetenzen. In diesem Sinn verbindet die Schule auch Klassenreisen mit erlebnispädagogischem Hintergrund und Auslandsaufenthalte mit dem Unterricht. Den Umgang mit digitalen Medien sieht Marienau als Chance und Bereicherung, gleichzeitig aber auch als Herausforderung. Das Ziel ist es, Kindern und Jugendlichen in einer intakten, international geprägten Umgebung umfassendes Wissen, soziale Fähigkeiten und eine fundierte Ausbildung zu vermitteln.
Der Unterricht an der Schule Marienau orientiert sich an den Kerncurricula des Landes Niedersachsen mit einer dreijährigen Oberstufe (G9), in Ergänzung dazu werden in den unterschiedlichen Jahrgangsstufen inhaltliche Schwerpunkte gesetzt. Als Fremdsprachen werden neben dem obligatorischen Englisch wahlweise Latein, Französisch und Spanisch angeboten.
Darüber hinaus wird ab der Oberstufe das ECO-Profil angeboten. Es verbindet die Themen-Schwerpunkte Ökonomie und Ökologie.
In der 11 Jahrgangsstufe können sich Schüler im Rahmen des NAU-Projektes außerhalb des regulären Unterrichts eigenen Herausforderungen stellen. Ziel ist es, Verantwortung zu übernehmen und die persönlichen Grenzen zu erweitern.

## Über den Unterricht hinaus
In Ergänzung der schulischen Ausbildung gibt es ein  Angebot an Arbeitsgemeinschaften (AGs).
Das Angebot umfasst unter anderem Sportarten wie Klettern, Golf, Tennis und Boxen, musikalische Angebote, kreative AGs, Garten-Aktivitäten oder AGs zu gesellschaftlich relevanten Themen. Dreimal in der Woche wird eine Pferde-AG mit schuleigenen Pferden angeboten, in der die Jugendlichen unter Anleitung das kleine Einmaleins der Pferdekunde erlernen können.

## Netzwerk
Wesentliche Bestandteile dieses Netzwerks sind der Altmarienauer Verein e. V. (AMV) sowie die gemeinnützige Stiftung Marienau. Beide Partner arbeiten eng mit der Schule Marienau zusammenarbeiten und ermöglichen es ihr Stipendien zu vergeben. Als UNESCO-Projektschule sucht Marienau den Austausch mit anderen Institutionen und beteiligt sich regelmäßig an den nationalen UNESCO-Projekttagen. Die Schule Marienau ist seit 2023 Mitglied im Netzwerk Schule ohne Rassismus – Schule mit Courage. Veranstaltungen wie Diskussionsabende und Autorenlesungen fördern die Sensibilisierung für Themen wie Rassismus und Diskriminierung. 

## Geschichte

### Reformpädagogische Gründungszeit
Die heutige Schule Marienau wurde 1923 von dem Ehepaar Max Bondy (1892–1951) und Gertrud Bondy, geb. Wiener (1889–1977), in Gandersheim gegründet. Ostern 1929 zog die „Schulgemeinde Gandersheim“ in die Nähe von Bondys Heimatstadt Hamburg: Sie nannte sich von da ab „Schulgemeinde auf Gut Marienau“ und galt im Rahmen der Landerziehungsheime als einer der kühnsten und auch „modernsten“ Schulversuche der damaligen Zeit. Das Profil „progressiver Modernität“ und Internationalität der Bondy-Schule hängt sicherlich auch ganz unmittelbar mit der geistigen Provenienz ihrer Gründer zusammen: Max und Gertrud Bondy stammten beide aus einer großbürgerlichen nichtorthodoxen jüdischen Familie, schon die Elternhäuser in Hamburg bzw. Prag waren Zentren zeitgenössischer kultureller Auseinandersetzung.

### Zeit des Nationalsozialismus
Nach der Ernennung Adolf Hitlers zum Reichskanzler am 30. Januar 1933 und der folgenden sog. „Machtergreifung“, war die Schule bereits in ihrer Existenz gefährdet. Als sie schließlich als Judenschule angegriffen worden war, wurde Max Bondy zum 1. April 1937 auch die Erlaubnis entzogen, die Schule weiterhin zu leiten. Unter der nationalsozialistischen Reichsregierung wurde sein Besitz enteignet. Das Ehepaar Bondy war mittlerweile mit seinen drei Kindern in die Schweiz emigriert. In Gland hatten sie die ehemalige Quäkerschule Les Rayons übernommen, um dort die Tradition von Marienau fortzusetzen.
An Bondys Stelle übernahm am 2. April 1937 Bernhard Knoop die Leitung der Internatsschule im Einvernehmen mit der nationalsozialistischen Reichsregierung. Zuvor hatte er im Landerziehungsheim Schondorf am Ammersee als Lehrer gewirkt.

### Nachkriegsdeutschland
Von 1946 bis 1969 führte Knoop gemeinsam mit seiner zweiten Frau Anneliese Knoop-Graf das Landerziehungsheim Marienau, signifikant konservativer als die Bondys und in starker äußerer Anlehnung an das Landerziehungsheim Schondorf. Im Fokus stand weiterhin eine musische Bildung auf hohem Niveau. In dieser Zeit entwickelte sich die Schule zu einem der führenden Internate im Nachkriegsdeutschland. Nachfolger von Knoop als Schulleiter wurden zunächst Hans Däumling, der Ministerialdirigent Hans Deneke und schließlich Günter Fischer, der als seinen pädagogischen Schwerpunkt die Theaterarbeit ansah. Im Zeitraum des ersten Interregnums 1970/71 wurde ein gemeinnütziger Trägerverein gegründet, der bis heute unmittelbar und ausschließlich der Förderung der Erziehung und Bildung dient.

### Ära Hasenclever und Aufarbeitung der Bondy-Zeit
Von 1986 bis 1999 leitete Wolf-Dieter Hasenclever die Schule Marienau. Er war vorher Studienleiter an der Urspringschule gewesen. Unter ihm begann die lokale Aufarbeitung der Zeit des Antisemitismus unter der nationalsozialistischen Reichsregierung. Austauschprogramme mit jüdischen Schülern aus Israel und gemeinsamen Studienfahrten zu deutschen Konzentrations- und Vernichtungslagern wurden präventions- und aufklärungspädagogisch erarbeitet. Zudem wurde das Andenken der Gründer und Reformpädagogen Max und Gertrud Bondy erstmals wieder geehrt und gepflegt und auch deren Nachfahren, so besonders die Familie Roeper, wurden nach Marienau eingeladen.
Unter Hasenclevers Leitung wurde 1989/90 – auf Initiative der Altschüler – das „Bondy-Haus“ gebaut, in dem auch das Schularchiv untergebracht ist und in dem sich – trotz des spezifischen Geschichtsverlaufs – inzwischen wieder viel historisches Material befindet, das von den ehemaligen Schülern und der Familie Bondy-Roeper aus den USA zur Verfügung gestellt wurde.
In der Nachfolge von Wolf-Dieter Hasenclever änderte sich der Fokus der Internatsschule von 1999 bis 2005 unter der Leitung von Heike Thies graduell. Im Jahr 2003 wurde sie eine UNESCO-Projektschule und baute Beziehungen zum christlichen Moschaw Nes Ammim und der arabischen Schule Dar As-Salam in Israel auf. Als Schulleiter folgte ihr Axel Schmidt-Scherer.

## Chronik der Schulleiter
| Lars Humrich                            | seit 2022 |
| Heike Elz                               | 2008–2022 |
| Axel Schmidt-Scherer                    | 2005–2008 |
| Heike Thies                             | 1999–2005 |
| Wolf-Dieter Hasenclever                 | 1986–1999 |
| Günter Fischer                          | 1973–1986 |
| Hans Deneke                             | 1971–1972 |
| Hans Däumling                           | 1969–1970 |
| Bernhard Knoop und Anneliese Knoop-Graf | 1937–1969 |
| Max Bondy und Gertrud Bondy             | 1923–1937 |

## Bekannte Lehrer
- Albert Christel, Autor
- Alfred Ehrhardt, Fotograf und Dokumentarfilmer
- Hilmar Trede (1902–1947), Musikwissenschaftler[15]
- Charlotte Voss, Malerin und Hochschullehrerin

## Bekannte Schüler
- Oswald Graf zu Münster, Fotograf[16]
- Dirk Sager, Journalist
- Thomas Jaspersen[17]
- Frank Stangenberg-Haverkamp[17]
- Gerd Weiland[17]
- Cosma Shiva Hagen[18]
- Gerd Ruge, Journalist[19]